# 豌豆骨
豌豆骨（pisiform），為腕骨中的一個豆狀骨頭，和尺骨邊緣一同組成腕骨隧道。

## 構造
豌豆骨屬於籽骨的一種，成球形，位於手腕中的掌面。它被包含在尺側腕屈肌肌腱內:199,205。豌豆骨的體積很小，但還是有一個關節面，與三角骨相接。

### 表面
豌豆骨的腹面觀相當光滑，具橢圓形關節面。
掌背側呈現光黃橢圓面，與三角骨相接，相接面偏向腕側。
掌面觀園而粗糙，與腕橫韌帶相接，接到尺側腕屈肌和外展小指肌
側面及水平面觀皆相當粗糙。

## 功能
豌豆骨與其他腕骨不同，並沒有參與手腕的活動。 :5

## 歷史
其辭源來自於拉丁文的「豌豆」（pīsum）。

## 附加圖像

紅色部分左手豌豆骨的位置。
豌豆骨近觀。
左手豌豆骨。
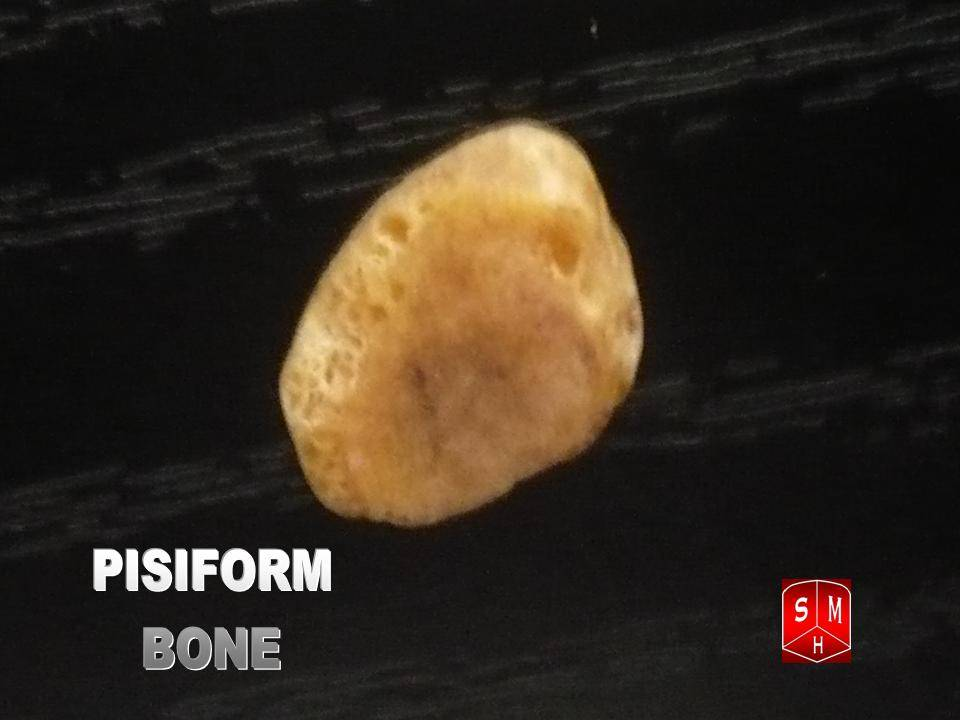
豌豆骨。

## 外部連結
- 橫截面圖像：limbs/hand/hand-fr-1 - 維也納醫科大學生物塑化實驗室提供
- 堪薩斯大學醫學中心的手部人體工學